# Berger catalan
 (janvier 2025).
Si vous disposez d'ouvrages ou d'articles de référence ou si vous connaissez des sites web de qualité traitant du thème abordé ici, merci de compléter l'article en donnant les références utiles à sa vérifiabilité et en les liant à la section « Notes et références ».
Pour les articles homonymes, voir Berger (homonymie) et Catalan.

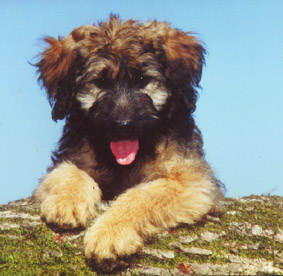
Un berger catalan chiot.

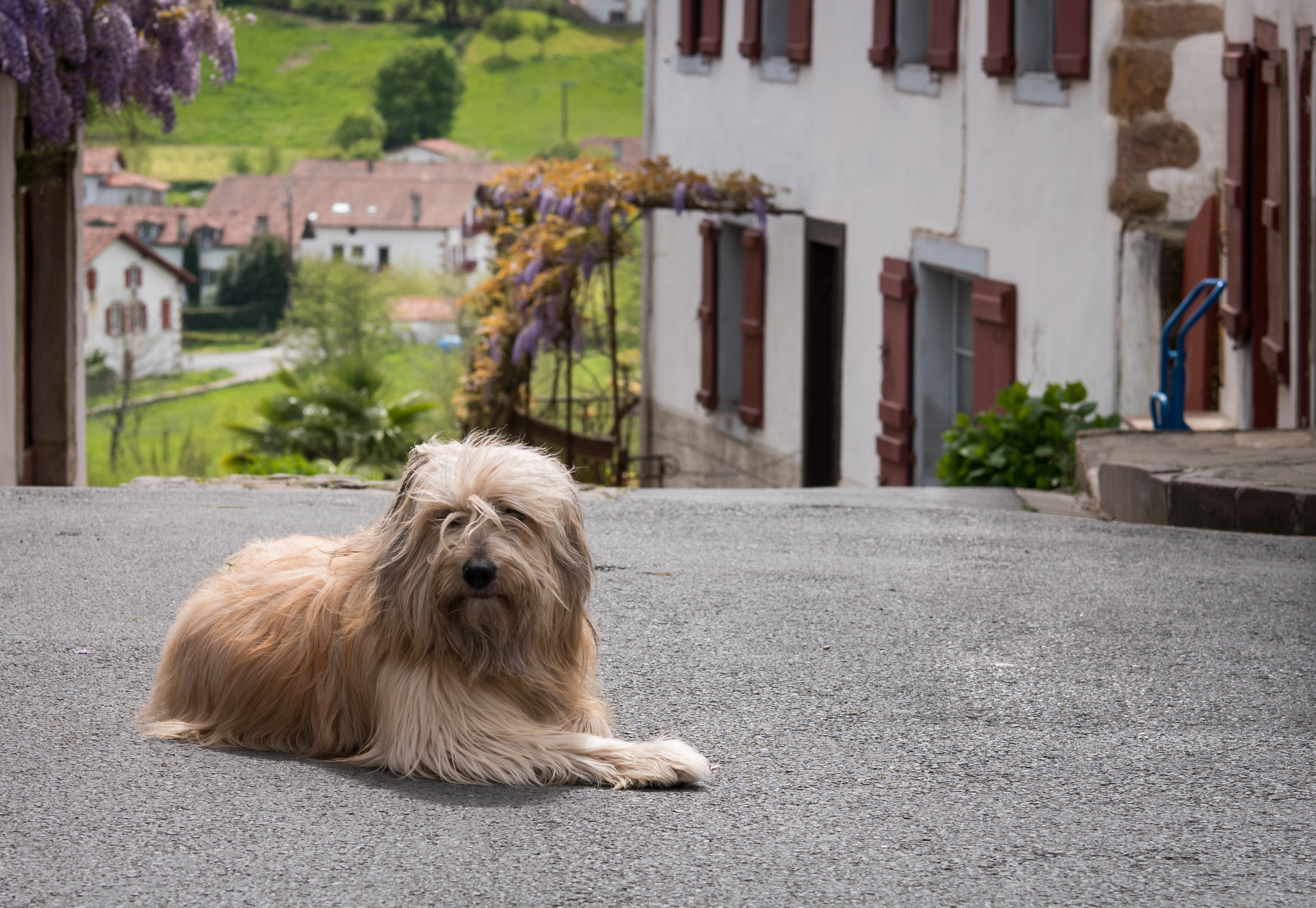
Un berger catalan dans le village de Sare, au Pays Basque.

Le berger catalan ou chien d'arrêt catalan (en catalan : gos d'atura català, pastor català) est une race de chien originaire des Pyrénées catalanes, qui s'est vite développée dans les zones pastorales catalanes grâce à la conduite de troupeaux, sa fonction habituelle. D'après des éleveurs, il est parfait pour cette fonction en raison de sa grande obéissance au berger, mais aussi du fait qu'il sait se montrer capable d'initiatives pour diriger correctement le troupeau. Il peut également être utilisé pour des missions de garde en raison de sa grande bravoure et de son courage, ou encore en tant que chien de compagnie, pour son intelligence et sa fidélité à ses maîtres.

## Son histoire
Cette race de chiens de berger a la même origine que les autres chiens de berger des hautes montagnes européennes. Il a donc comme proches parents le berger des Pyrénées ou le berger de Bergame. De même on a trouvé dans des sites remontant au néolithique, c’est-à-dire vers 2000 avant J.-C, comme ceux de Minferri, des restes de chiens de taille et de structure similaires. On n’a pu déterminer cependant à quelle époque exactement sont apparus les premiers chiens qu’on puisse considérer comme des bergers catalans, car il n’existe que des dessins datant de deux cents ans pour témoigner de son existence.
Au sein de la population hétérogène de chiens qui vivaient dans les Pyrénées proprement dites, il a été possible de sélectionner différents spécimens qui ont donné naissance à des normes et des races différentes, comme le petit berger des Pyrénées, le mâtin des Pyrénées, le berger basque ou le berger catalan lui-même. Et au sein de ce groupe, on a pu encore sélectionner des sous-groupes isolés comme le berger du Val d’Aran, le chien de berger de Cerdagne et le chien de berger catalan à poil court, bien qu'ils n'aient aucune reconnaissance officielle.
En 1919, il a été reconnu comme une race de chien espagnole. C’est en 1929 qu’a été établi le premier standard avec deux chiens, Tac et Iris, les deux vainqueurs d'une exposition canine. Mais cela n'a pas suffi pour arrêter la débâcle de la race. L'arrivée du tourisme dans les Pyrénées, où se trouvaient la plupart des chiens de cette race, a coïncidé avec celle de races étrangères et le chien de berger catalan n’a plus été considéré que comme un type de petit chien sous-estimé en face des chiens étrangers qui avaient déjà été sélectionnés et améliorés pendant de nombreuses décennies, si bien qu'il a été abandonné et croisé avec d'autres races.
Ce qui est évident, c'est qu’on attendait un éleveur enthousiaste qui commencerait un élevage moderne de chiens de berger et chercherait à en fixer la typologie. Un tel éleveur, à l’origine de la récupération de la race, est arrivé en la personne d'Angel Jorba qui, au cours des années 1970, à partir d’un chien découvert dans le Solsonès et le Berguedà, a commencé, sous l'affixe Laketània, l'élevage sélectif et rigoureux du chien de berger catalan. C’est le sang et les particularités de leurs chiens qui coulent dans les veines de nos chiens d'aujourd'hui et ont à jamais marqué la race. Tous les chiens reproducteurs actuels portent des gènes de ces deux spécimens. En 1982 a été créé le Club del gos d'atura català, divers éleveurs sont apparus et, en 1982, a été élaboré un nouveau standard qui est toujours en vigueur.
Aujourd'hui ce chien a pu se multiplier car il a prouvé son utilité non seulement comme gardien de troupeau mais aussi comme animal de compagnie et il en existe plus de 4 000 spécimens. Un chiffre qui est à la baisse, car dans ce décompte n’entrent pas les chiens qui ne viennent pas d’élevages spécialisés et qu’on trouve encore dans les fermes, ainsi que les variétés à poil court et les chiens de berger de Cerdagne qui ne répondent pas aux normes actuelles fixées par le club pour la race. Celle-ci est cependant considérée désormais comme hors de danger.
Une grande sculpture, le monument al gos d atura català, lui rend hommage sur la commune de Castellar de n'Hug.